# ساركوئيد عصبي
داء الساركوئيد العصبي حالة مجهولة السبب تتميز بوجود أورام حبيبية ضمن الأنسجة المختلفة، في هذا المرض تتوضع في الجهاز العصبي المركزي (الدماغ والحبل الشوكي). يمكن أن يكون للساركوئيد العصبي العديد من المظاهر، ولكن تشوهات الأعصاب القحفية هي الأكثر شيوعًا. قد يتظاهر بثلاث أشكال: حاد وتحت حاد ومزمن. يعاني ما يقارب من 5-10% من الأشخاص المصابين بمرض الساركوئيد في أعضاء أخرى (مثل الرئة) من تأثر الجهاز العصبي المركزي. 1% فقط من المصابين بمرض الساركوئيد يعانون من الساركوئيد العصبي وحده دون إصابة أي أعضاء أخرى. يمكن أن يكون التشخيص صعبًا، مع عدم وجود اختبار باستثناء الخزعة التي تحقق معدل دقة عالية. يُعالج المرض عن طريق كابتات المناعة. سُجّلت أول حالة ساركوئيد تصيب الجهاز العصبي في عام 1905.

## العلامات والأعراض

### عصبيًا
تشوهات الأعصاب القحفية موجودة في 50-70% من الحالات، الشذوذ الأكثر شيوعًا هو إصابة العصب الوجهي، ما قد يؤدي إلى حدوث ضعف في أحد جانبي الوجه أو كلاهما، يليه انخفاض في الإدراك البصري بسبب إصابة العصب البصري. بعض الأعراض النادرة: الرؤية المزدوجة (إصابة العصب المحرك للعين، أو العصب المبعد)، ضعف الإحساس بالوجه (إصابة العصب الثلاثي التوائم)، فقدان السمع أو الدوار (إصابة العصب الدهليزي القوقعي)، مشاكل البلع (إصابة العصب اللساني البلعومي) وضعف عضلات الكتف (إصابة العصب الإضافي) أو اللسان (إصابة العصب تحت اللسان). قد تكون المشاكل البصرية أيضًا ناتجة عن وذمة حليمة العصب البصري (تورم القرص البصري).
يحدث التهاب السحايا (التهاب بطانة الدماغ) في 3-26% من الحالات. قد تشمل الأعراض الصداع وتصلب رأس (عدم القدرة على ثني الرأس للأمام)، قد تكون الإصابة حادة أو مزمنة.
يمكن أن يؤدي وجود الأورام الحبيبية في مناطق معينة من الدماغ إلى حدوث خلل في وظيفة تلك المنطقة. على سبيل المثال، إذا كانت الأورام الحبيبية كبيرة، يمكن أن تسبب الصداع وتزيد من خطر النوبات، بالإضافة إلى أعراض بصرية وخصائص أخرى لارتفاع الضغط داخل القحف واستسقاء الرأس.
تعتبر إصابة الحبل الشوكي نادرة، ولكنها يمكن أن تؤدي إلى تغيرات في الإحساس أو ضعف في طرف واحد أو أكثر، أو أعراض أذية ذيل الفرس (سلس البول أو البراز، ضعف الإحساس في منطقة الأرداف).

### الغدد الصماء
الأورام الحبيبية في الغدة النخامية، والتي تؤدي إلى إفراز العديد من الهرمونات، نادرة ولكنها تؤدي إلى أي من أعراض قصور الغدة النخامية: انقطاع الطمث (توقف الدورة الشهرية)، السكري الكاذب (نتيجة التجفاف بسبب عدم القدرة على تركيز البول)، قصور الغدة الدرقية (انخفاض نشاط الغدة الدرقية) أو نقص الكورتيزول.
قد تحدث أعراض بسبب الساركوئيد في عدة أعضاء أخرى، التهاب القزحية (التهاب العنبة في العين)، ضيق التنفس (زلة تنفسية)، ألم مفصلي (آلام في المفاصل وحيدة أو متعددة)، الذئبة الحمامية الجهازية (طفح جلدي أحمر، عادة في الوجه)، أعراض إصابة الكبد (اليرقان) أو إصابة القلب (قصور القلب).

## التشخيص
غالبًا ما يكون تشخيص الساركوئيد العصبي صعبًا، لا يمكن تأكيد التشخيص بشكل نهائي إلا عن طريق الخزعة (أخذ عينة من الأنسجة جراحيًا). يجب تجنب إجراء خزعات الدماغ قدر الإمكان بسبب المخاطر المصاحبة لها. الاستقصاءات الأخرى التي يمكن إجراؤها هي التصوير المقطعي المحوسب أو التصوير بالرنين المغناطيسي للدماغ، البزل القطني، تخطيط الدماغ الكهربائي. إذا اشتبه في تشخيص الساركوئيد، فإن إجراء الأشعة السينية أو التصوير المقطعي للصدر قد يزيد من احتمالية التشخيص؛ كما أن الارتفاع في الإنزيم المحول للأنجيوتنسين والكالسيوم في الدم يزيد من احتمالية الإصابة بالمرض.
تعتبر فقط خزعة الآفات المشبوهة في الدماغ أو في أي مكان آخر مفيدة للتشخيص النهائي للساركوئيد العصبي. هذا من شأنه أن يكشف الأورام الحبيبية (مجموعات الخلايا الالتهابية) الغنية بالخلايا الظهارية والمحاطة بخلايا الجهاز المناعي الأخرى (مثل خلايا البلازما والخلايا البدينة). يمكن إجراء الخزعة لتمييز الآفات عن الأورام (مثل الأورام الدبقية).
التصوير بالرنين المغناطيسي مع تعزيز الغادولينيوم هو اختبار التصوير العصبي الأكثر فائدة. قد يظهر هذا تحسنًا في آفات المادة البيضاء التي قد تشبه الآفات التي تظهر في التصلب المتعدد.
قد يُظهر البزل القطني ارتفاع في مستويات البروتين، تعدد الخلايا (أي زيادة وجود كل من الخلايا الليمفاوية والخلايا الحبيبية العدلات). الاختبارات الأخرى المختلفة (مثل مستوى الإنزيم المحول للأنجيوتنسين في السائل الدماغي الشوكي) لها قيمة مضافة قليلة.

## العلاج
يجب علاج الساركوئيد العصبي، بمجرد تأكيده، بشكل عام باستخدام الغلوكوكورتيكويدات مثل البريدنيزولون. إذا كان هذا العلاج فعالاً، يمكن تخفيض الجرعة تدريجياً (على الرغم من أن العديد من المرضى يحتاجون إلى البقاء على نفس الجرعة على المدى الطويل، ما يؤدي في كثير من الأحيان إلى آثار جانبية مثل مرض السكري أو هشاشة العظام)، بعض الأدوية المستخدمة: الميثوتريكسات، هيدروكسي كلوروكين، سيكلوفوسفاميد، بنتوكسيفيلين، ثاليدومايد وإنفليكسيماب. قد تكون هناك حاجة للعلاج الإشعاعي عند المرضى الذين لا يستجيبون للعلاج الطبي. إذا تسبب النسيج الحبيبي في انسداد أو تأثير خطير، فإن التدخل الجراحي العصبي ضروري في بعض الأحيان. يمكن منع النوبات عبر إعطاء مضادات الاختلاج، ويمكن علاج الأعراض النفسية بالأدوية المستخدمة عادة في هذه الحالات.

## سير المرض
تعد إصابة العصب الوجهي ذات استجابة جيدة وقصيرة للعلاج على عكس بقية التظاهرات السريرية التي تحدث في الساركوئيد العصبي. عادةً ما يكون العلاج طويل الأمد ضروريًا لجميع الأعراض الأخرى. يقدر معدل الوفيات بـ 10%.